# Unfinished Music No.2: Life with the Lions
Albums de John Lennon & Yoko Ono
Unfinished Music No.1: Two Virgins
(1968) Wedding Album
(1969)
Unfinished Music No.2: Life with the Lions est un album de John Lennon et Yoko Ono, sorti en 1969.

## Histoire
L'album Unfinished Music N°2: Life With The Lions est le lugubre document de la période douloureuse de novembre 1968 qui vit le couple Lennon-Ono en désintoxication, arrêtés pour possession de marijuana et Yoko qui fit sa première fausse couche au Queen Charlotte's Hospital à Londres. L'immortalisant autant que faire se peut, c'est le battement de cœur du fœtus de Yoko qui constitue l'un des morceaux les plus émouvants du disque, suivi par Two Minutes Silence qui confirme que les plus grandes douleurs sont muettes. Plusieurs morceaux ont été diffusés via le magazine Aspen.
La réédition en 1997 contient deux morceaux inédits, Song for John, que Yoko murmure sur les arpèges de Julia, et Mulberry, huit minutes au long desquelles John s'amuse à triturer sa guitare dans tous les sens sauf le bon et Yoko s'emploie à babiller tel un nouveau-né.

## Liste des chansons
| No | Titre                  | Auteur                | Producteur(s) | Durée |
| -- | ---------------------- | --------------------- | ------------- | ----- |
| 1. | Cambridge 1969         | John Lennon, Yoko Ono | Lennon, Ono   | 26:29 |
| 2. | No Bed for Beatle John | Lennon, Ono           | Lennon, Ono   | 4:41  |
| 3. | Baby's Heartbeat       | Lennon, Ono           | Lennon, Ono   | 5:10  |
| 4. | Two Minutes Silence    | Lennon, Ono           | Lennon, Ono   | 2:00  |
| 5. | Radio Play             | Lennon, Ono           | Lennon, Ono   | 12:35 |

| 1. | Song for John (Demo) | Ono         | Lennon, Ono | 1:29 |
| 2. | Mulberry             | Lennon, Ono | Lennon, Ono | 8:47 |